# Diacara
Diacara is een geslacht van pissebedden uit de familie van de Oniscidae.

## Soorten
- Diacara alluaudi (Dollfus, 1895)
- Diacara elegans (Dollfus, 1895)
- Diacara guttata (Dollfus, 1895)
- Diacara tigris (Dollfus, 1895)